# Sharp PC-1401
Sharp PC-1401 — портативный микрокомпьютер, выпущенный японской компанией Sharp в 1983 году, первая модель серии PC-14xx. Представляет собой инженерный калькулятор со встроенным интерпретатором языка Бейсик. Дальнейшим развитием данной модели стали Sharp PC-1402, PC-1403, PC-1421.
Данная модель была разработана на основе серии PC-125x и имела сходные возможности встроенного Бейсика. Кроме того, был реализован отдельный режим инженерного калькулятора, для чего часть клавиатуры (18 кнопок) была выполнена в виде цифровой секции. Также был реализован ряд статистических функций.

## Технические характеристики
- Процессор: Hitachi SC61860 (8-бит CMOS), работающий на частоте 576 кГц
- ОЗУ: объём 4 кбайт (Две CMOS SRAM микросхемы HM6116 с организацией 2К×8)
- ПЗУ: объём 40 кбайт (Микросхема SC613256)
- Дисплей: монохромный жидкокристаллический, содержащий 16 символов в 1 строке; символы образованы матрицей 5×7 пикселей; оснащен регулятором контрастности; управляющий контроллер SC43536
- Встроенный динамик (с фиксированной частотой и длительностью сигнала)
- Клавиатура: 76 кнопок, QWERTY раскладка, с цифровой секцией и отдельными клавишами для математических функций
- Интерфейсный 11-контактный разъем для подключения внешних устройств — термопринтера CE-126P и дисковода гибких дисков CE-140F
- Питание: напряжение 6 В от встроенных литиевых элементов CR2032 (2 шт.), потребляемая мощность менее 0,03 Вт
- Размеры: 170 × 72 × 9,5 мм
- Вес: 150 г